# François Besch
François Besch (Esch-sur-Alzette, 11 april 1963) is een fotograaf, journalist en beeldend kunstenaar uit het Groothertogdom Luxemburg.

## Leven en Werken
Sinds 1980 houdt hij zich bezig met de fotografie. Hij is autodidact. Zijn onderwerpen zijn natuur, landschappen, portretten en experimentele fotografie. Achtereenvolgens verwisselde hij zwart-witfoto's met de kleurenfotografie, daarna ging hij over naar de polaroidtechniek en sinds enkele jaren maakt hij ook foto's met de smartphone. Hij zegt echter dat de techniek ondergeschikt is. Volgens hem gaat het er omdat oog te hebben voor wat men wil weergeven. Voor hem is de sfeer van belang. Die wil hij in zijn foto's overbrengen. Voor Luxemburg ontwierp hij postzegels.

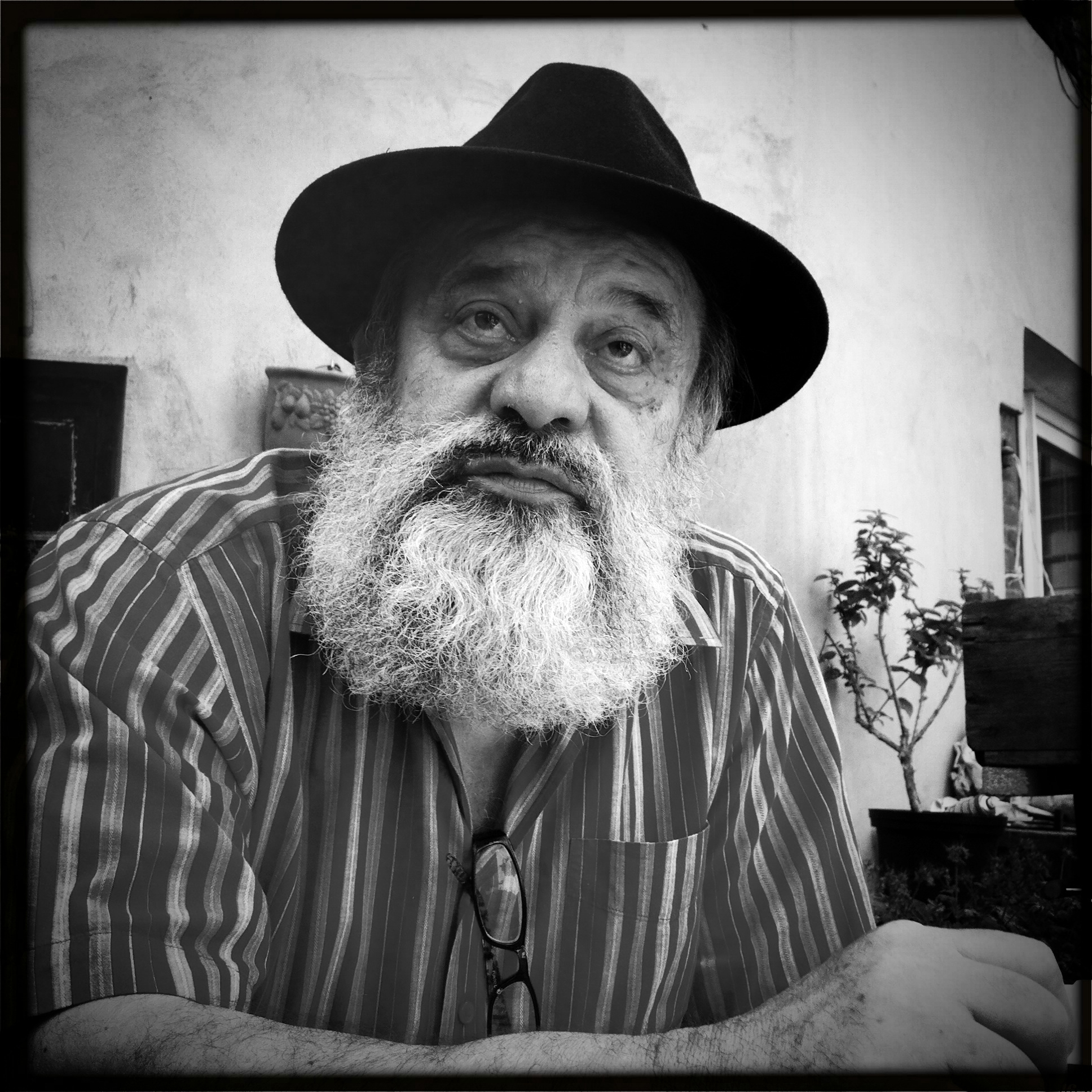
Jean-Pierre Adam
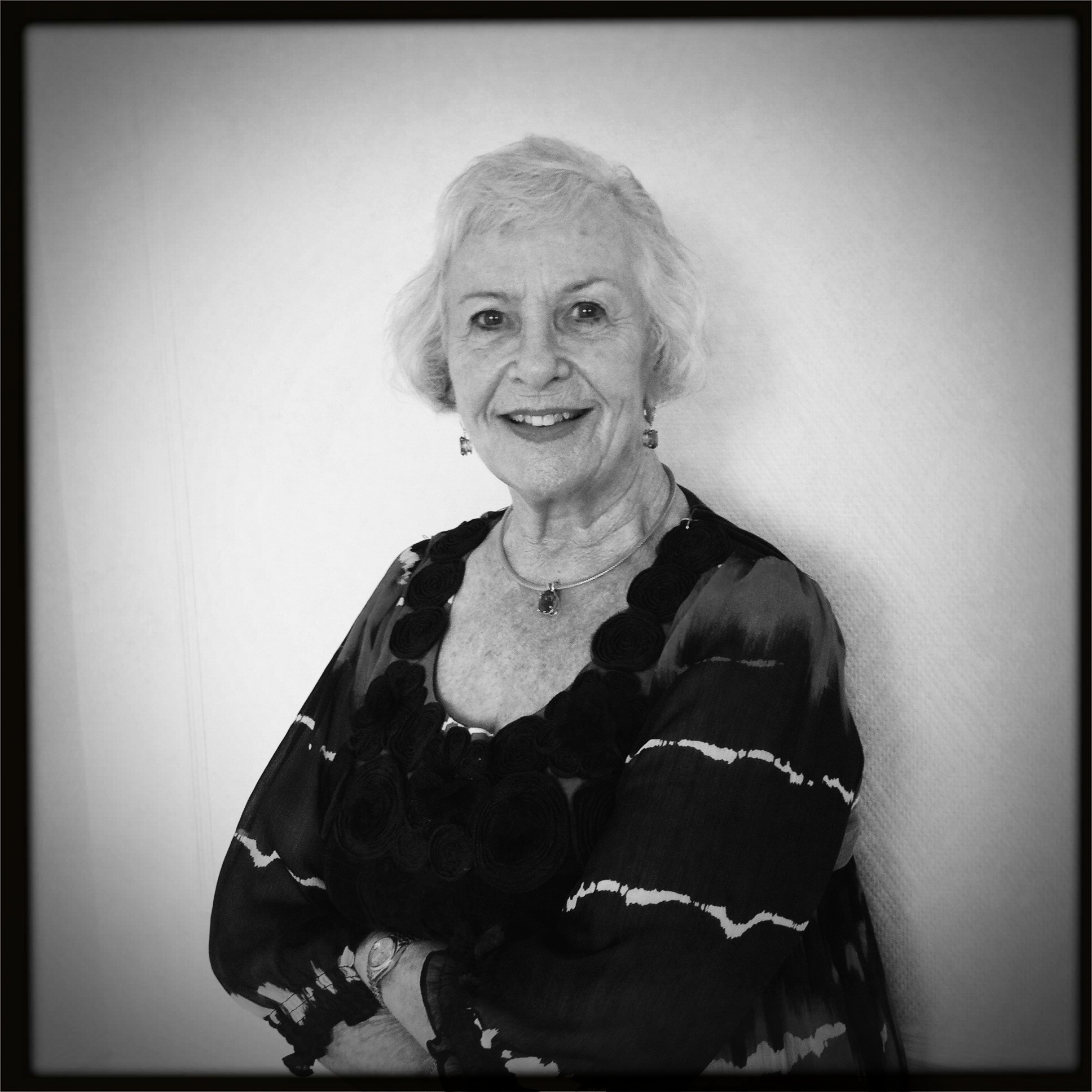
Germaine Damar
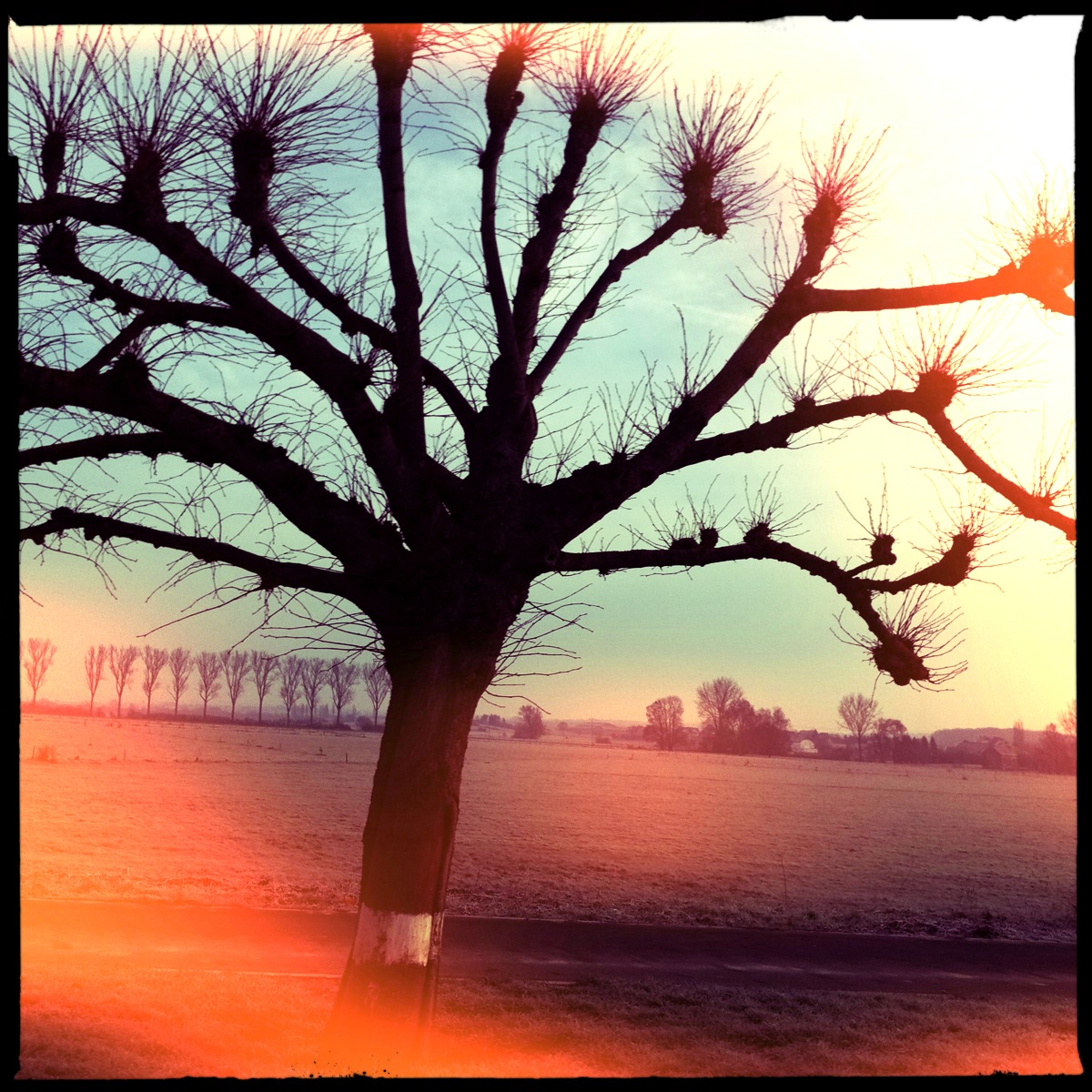
Joshua Tree